# Michael Field

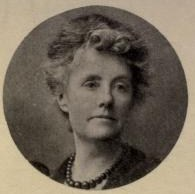
Katherine Bradley

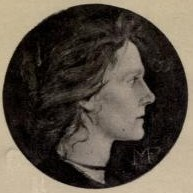
Edith Cooper

Michael Field è lo pseudonimo usato dalle autrici britanniche Katharine Harris Bradley (27 ottobre 1846 - 26 settembre 1914) ed Edith Emma Cooper (12 gennaio 1862 - 13 dicembre 1913), sua nipote e compagna. 
Sotto questo nome le due scrittrici, attive nel periodo tardo vittoriano, firmarono circa 30 tragedie in versi, 11 volumi di poesie e un lungo diario (28 volumi) intitolato Works and Days. La loro identità, che intendevano mantenere segreta, fu svelata al pubblico dal loro amico Robert Browning, con il quale si erano confidate.
In seguito a questa rivelazione, anche l'orientamento della critica, che fino a prima aveva favorevolmente accolto le loro opere, mutò. Non avendo bisogno di contare sui proventi derivanti dalla vendita delle loro pubblicazioni, in quanto entrambe dotate di autonomia finanziaria, Bradley e Cooper continuarono per circa trent'anni a produrre insieme drammi e libri di poesie, apprezzati dalla loro cerchia di amici e dai loro contatti letterari, che comprendevano Robert Browning, John Ruskin, George Meredith, Oscar Wilde e George Moore.
Nonostante la notorietà, le importanti frequentazioni e l'imponente produzione, ad eccezione di una biografia pubblicata nel 1921, e di alcuni rari studi e accenni ad alcune opere, le due autrici vennero dimenticate dalla critica e dalle antologie, per riemergere dall'oblio negli anni settanta del Novecento nell'ambito degli studi femministi.

## Biografia
Katharine (nel certificato di nascita Catherine) Bradley nacque il 27 ottobre 1846 a Birmingham, in Inghilterra, figlia di Charles Bradley, un produttore di tabacco, e di Emma Harris. Il nonno Charles Bradley (1785–1845), era un importante seguace e sostenitore finanziario della profetessa Joanna Southcott e, dopo la sua morte, del suo sedicente successore John "Zion" Ward.

Il padre di Katharine, morto di cancro nel 1848, quando lei aveva solo due anni, nei primi anni trenta dell'Ottocento fu in corrispondenza con Richard Carlile, un giovane radicale attivista per il suffragio universale, la libertà di pensiero e di stampa nel Regno Unito, condannato ad alcuni anni di carcere per le sue opinioni politiche e sociali.

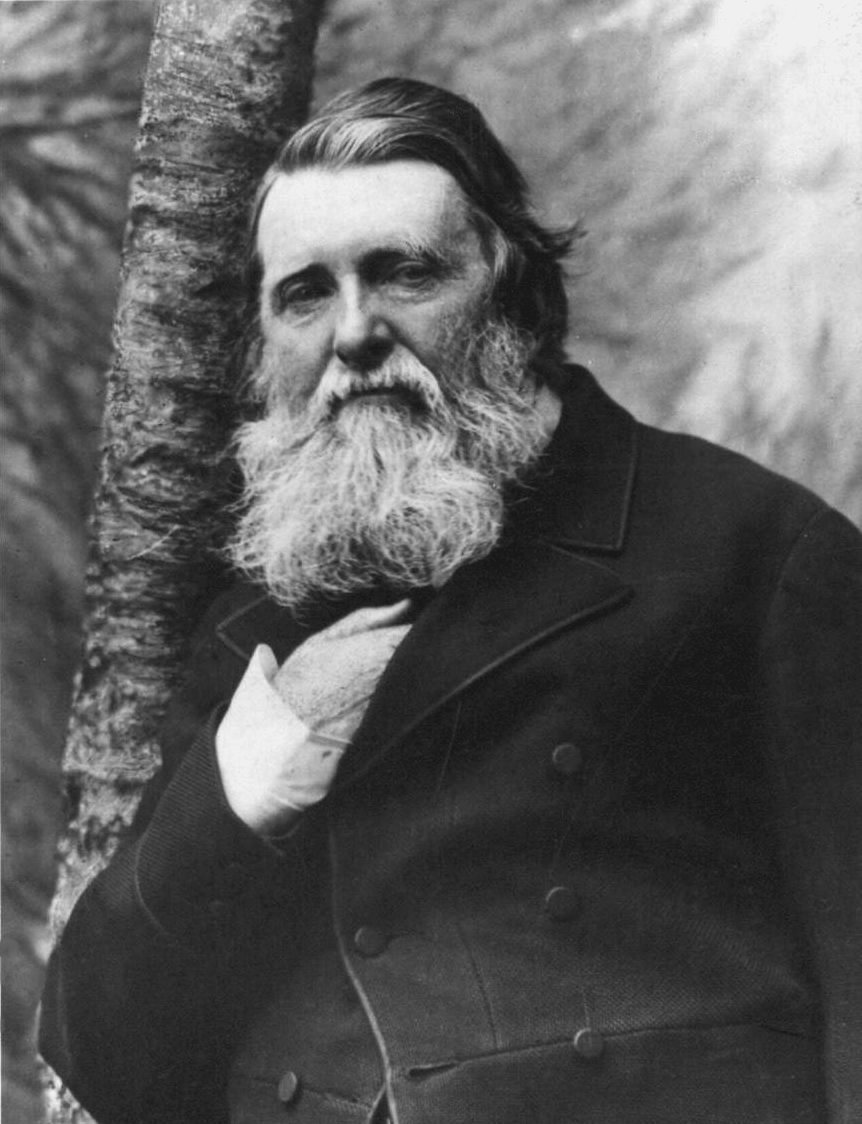
John Ruskin, 1885

Dopo la morte di Charles Bradley, la sua vedova Emma, madre di Katharine, si unì alla congregazione cristiana guidata dal predicatore George Dawson, sostenitore di una radicale riforma politica e sociale, una filosofia che divenne nota come Vangelo civico, che accompagnò la formazione delle giovani Bradley.
Katharine e la sorella maggiore Emma vennero cresciute dalla madre, che si avvalse dell'aiuto di una governante tedesca; ricevettero un'educazione liberale, assistite da alcuni precettori che insegnarono loro il francese, l'italiano, il tedesco, i classici e la pittura.
Nel 1861, poco dopo il matrimonio della sorella maggiore Emma con il commerciante James Robert Cooper, Katharine e la madre si trasferirono a Kenilworth nella casa della coppia. Edith, la prima figlia, nipote e futura compagna di arte e di vita di Katharine, nacque nel gennaio 1862; l'anno dopo Emma mise alla luce la seconda figlia, Amy, ma per le complicazioni del parto rimase invalida e Katharine, allora sedicenne, si occupò della crescita ed educazione di Edith, divenendone in seguito la tutrice legale.
Nel 1868, anno in cui morì la madre, Katharine divenne indipendente. La sua buona posizione economica, derivatale dall'eredità del padre, le permise di viaggiare a Parigi, dove si iscrisse al Collège de France. Durante questo periodo, in cui approfondì la sua conoscenza della lingua e letteratura francese e della questione femminile, si innamorò di Alfred Gérente, fratello dell'amica parigina Eliza, di venticinque anni più anziano di lei, che morì prematuramente prima che potesse confessargli il suo amore.
Al suo ritorno in Inghilterra, con il cuore spezzato, si stabilì definitivamente nella casa della sorella; nel 1874 completò la sua istruzione iscrivendosi ad un corso estivo presso il Newnham College di Cambridge, dove approfondì lo studio dei classici. Mentre era a Cambridge, entrò in contatto epistolare con Ruskin, di cui seguì gli insegnamenti morali ed estetici. Nel 1875 fece parte della Gilda di San Giorgio, ma ne venne espulsa nel 1877 per il suo dichiarato ateismo.
Nel 1875 scrisse il suo primo libro di poesie, The New Minnesinger.

### The New Minnesinger(1875)

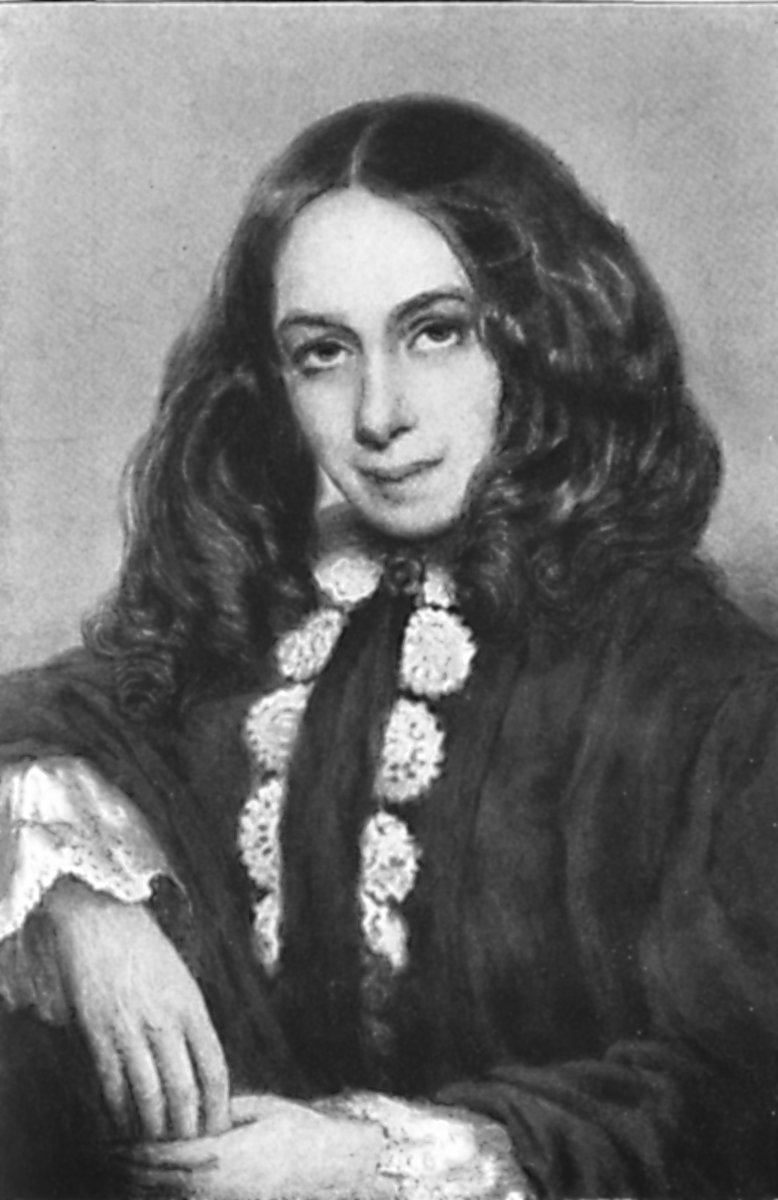
Elizabeth Barrett Browning

The New Minnesinger  venne scritto nel 1875 sotto lo pseudonimo maschile di Arran Leigh, che ricorda il poema di Elizabeth Barrett Browning (sia la protagonista Aurora che il cugino Romney che alla fine sposa, entrambi Leigh), ma che è anche riferibile alla seconda parte del nome e del cognome dell'autrice (Kath-aran Brad-ley). Consiste in una raccolta di 73 poesie divise in tre sezioni, e ha come tema principale l'esplorazione ed esaltazione del desiderio e dell'amore diversamente declinato, romantico e materno, riferito a soggetti femminili e maschili, in cui l'autrice interpreta sia i ruoli dell'amato che dell'amante. La poesia che dà il titolo alla raccolta, The New Minnesinger, contiene una difesa dei diritti delle donne alla carriera poetica e si interroga sul rapporto tra creatività e genere. Le influenze rintracciabili in quest'opera, oltre alla tradizione poetica femminile del XIX secolo, alla poesia vittoriana o al romanticismo tedesco, rivelano elementi d'avanguardia, come la poetica democratica di Foglie d'erba di Walt Whitman, riscontrabili anche nella sezione delle poesie devozionali, dove emerge uno scetticismo di fondo nei confronti dell'ortodossia, eredità dell'educazione anticonformista ricevuta dai genitori.

### Bellerophô(1881)
Nel 1879 l'intera famiglia andò a vivere a Stoke Bishop, vicino a Bristol, dove Katharine e la nipote Edith frequentarono insieme i corsi all'University College; entrambe erano già delle discrete latiniste, godevano di una considerevole conoscenza del tedesco e del francese, una meno approfondita dell'italiano, ed erano appassionate Katharine del greco ed Edith di filosofia. Insieme sostennero anche il movimento per il suffragio femminile e promossero attivamente la causa della lega antivivisezione. Svilupparono l'interesse per religione pagana, rifuggendo le convenzioni del cristianesimo a favore della libertà e il culto della natura, che celebravano con riti pagani e l'allestimento di altari bacchici, successivamente descritti nei loro diari.
È durante questo periodo che le due donne avviarono una collaborazione letteraria e una relazione sentimentale che sarebbe durata per tutta la loro vita, rendendole, come dichiararono in un loro scritto, "poeti e amanti per sempre".
Ben inserite nei circuiti letterari del tempo, nel 1881 pubblicarono insieme un libro, firmandolo con lo pseudonimo di Arran e Isla Leigh, una coppia di nomi che poteva far pensare a due fratelli, a un padre e una figlia, a una coppia sposata. Bellerophô, una tragedia in cinque atti, con allegata una sezione di poesie, entrambe ispirate all'ellenismo vittoriano ed estetico, rappresenta una sorta di ibrido dei due generi - teatro e poesia lirica - che, separati, avrebbero caratterizzato la successiva produzione di Michael Field.

## Michael Field
say the world will not tolerate from a woman’s lips. We must be free as dramatists to work out in the open air of nature—exposed
to her vicissitudes, witnessing her terrors: we cannot be stifled in
drawing-room conventionalities»
(Lettera di Katharine Bradley a Robert Browning, 23 November 1884)

### Lo pseudonimo
Lo pseudonimo Michael Field, in cui il femminile diventa maschile, il plurale singolare, rappresentò per le due autrici non solo un rifugio, ma un modo per affermare la loro inseparabile unità e coautorialità.
Il nome "Michael Field" venne creato utilizzando i nomignoli con cui usavano chiamarsi: Katharine chiamava Edith "Field" o "Henry, che a sua volta la chiamava "Michael"; "Field" era un vecchio soprannome di Edith, che rinviava all'associazione di spazi aperti, così come "Michael" potrebbe essere riferito all'arcangelo che, grazie alla sua bellezza di viso e forma, è anche conosciuto come l'Apollo cattolico, o essere legato alla loro ammirazione per l'opera di William Michael Rossetti.
Secondo la studiosa Yopie Prins, l'uso dello pseudonimo maschile da parte delle due scrittrici rappresentava una forma di evasione da una qualsiasi semplice identità sessuale, letteraria e di genere, rendendole libere di servirsi di un' "interazione tra identità, un 'io' che può passare a "noi" e "tu" e "lui" e "lei" e "loro".

### Gli inizi

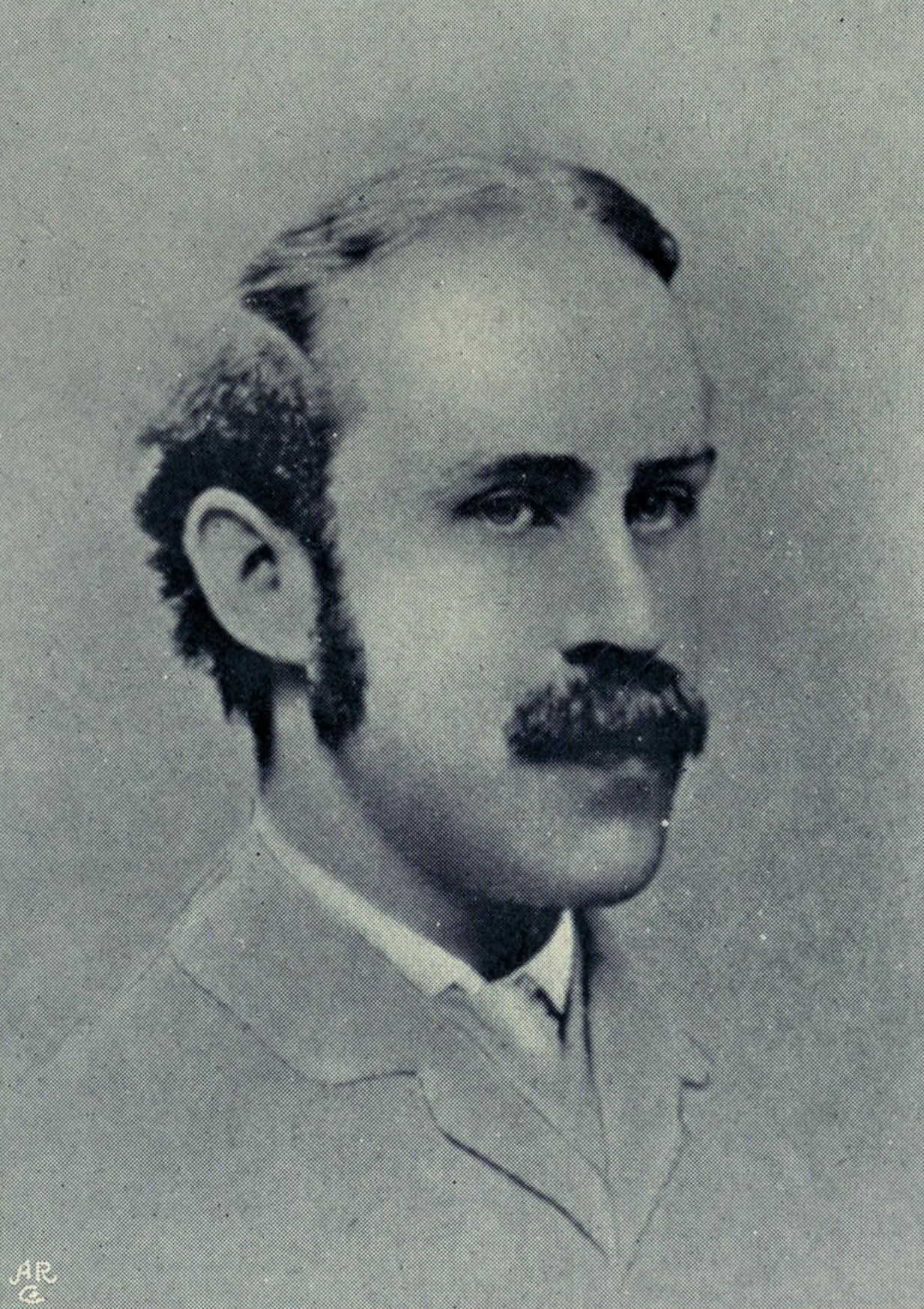
Walter Pater, uno dei principali esponenti dell'estetismo britannico

La prima pubblicazione congiunta di Bradley e Cooper con il nome di Michael Field fu il dramma in versi Callirhöe and Fair Rosamund, pubblicato nel 1884 e accolto positivamente dalla critica.
Le due autrici, di cui gli amici intimi conoscevano lo pseudonimo, e che chiamavano anche le Fields, le Michaels o le Michael Field, erano ben inserite nella cerchia di intellettuali e artisti del tempo, con cui avevano stabilito contatti soprattutto dopo il 1888, con il loro trasferimento da Bristol a Reigate, nella periferia di Londra, epicentro del mondo letterario e artistico.
In particolare strinsero stretti rapporti con i pittori, designer, esteti e compagni di vita Charles Ricketts e Charles Shannon, loro vicini di casa, con i quali avviarono diverse collaborazioni, sia partecipando alla nuova rivista d'arte da loro promossa, The Dial, (1889-1897), sia affidando loro la realizzazione delle copertine di diverse loro opere, divenute famose anche grazie alla bellezza e particolarità di queste, o la loro stessa stampa. Robert Browning era un loro caro amico, il loro mentore letterario - fu anche colui che lasciò trapelare la loro identità in una recensione nella rivista Athenæum del luglio 1884 usando il pronome "She" per riferirsi all'autore - così come era loro frequentatore Rudyard Kipling, il cui coniglio venne ucciso dal cane delle scrittrici, Whym Chow.
Le due autrici nutrivano molte conoscenze tra i principali esponenti del movimento estetico, tra cui Walter Pater, Vernon Lee, JA Symonds e Bernard Berenson. Il fascino che le opere di Michael Field rivelano per l'antichità greco-romana e la sua religione panteistica faceva parte dei principi dell'estetismo di Walter Pater, così come era comune a questo stile di vita "l'eterosessualità liberale e qualsiasi comportamento incline all'omosessualità".
Dopo il successo ottenuto con le loro prime opere, Callirhöe e Fair Rosamund, entrambe pubblicate nel 1884, precedenti all'uscita nel 1889 della prima raccolta di poesie, Long Ago, Michael Field produsse sei drammi in versi: The Father’s Tragedy, William Rufus, Loyalty or Love? (1885), Brutus Ultor (1886), Canute the Great e The Cup of Water (1887).
Nel 1888, con il loro arrivo a Reigate, le due autrici iniziarono anche la scrittura del loro diario comune, in seguito intitolato Works and Days, conclusosi nel settembre 1914, con la morte di Katharine.

#### Long Ago(1889)

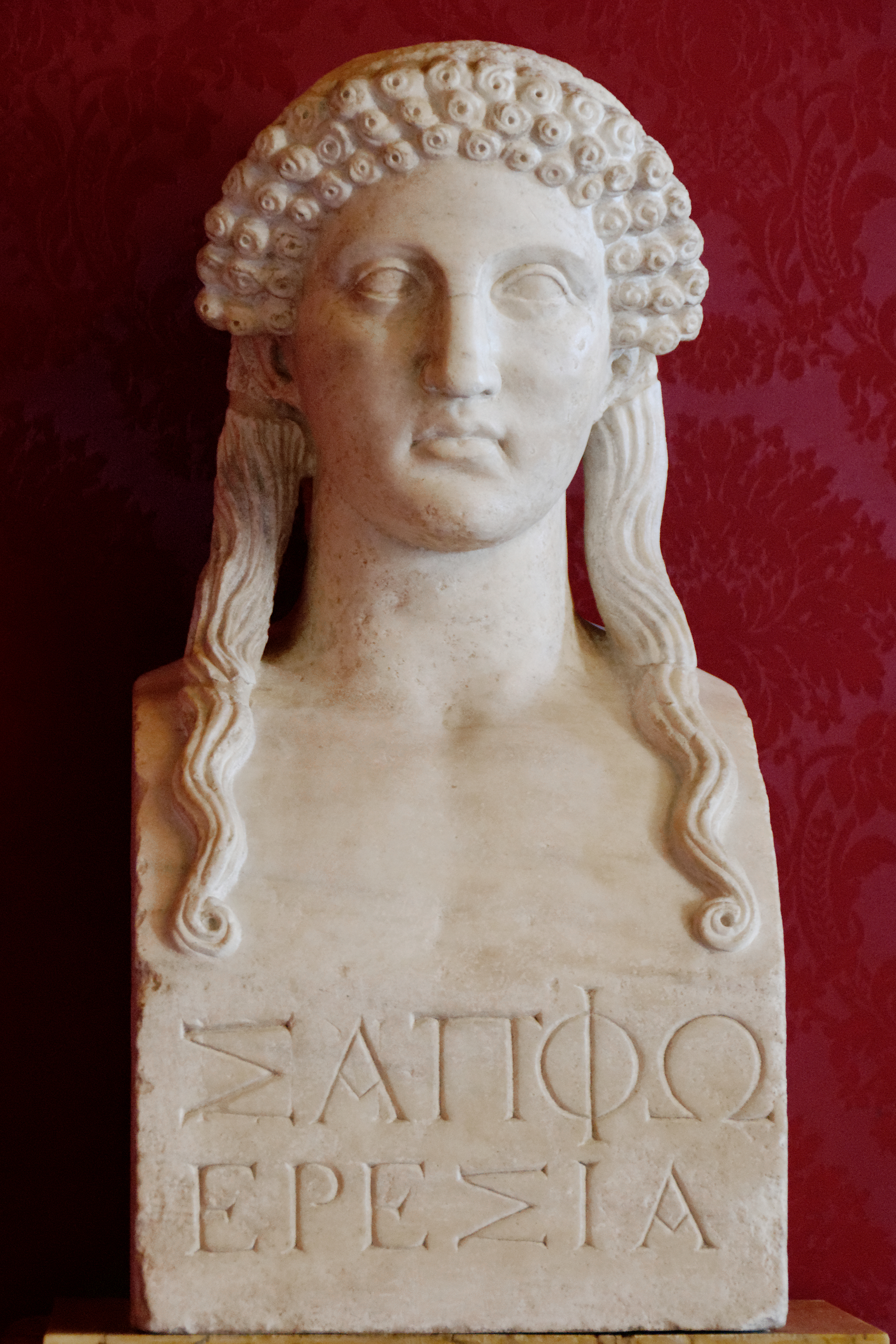
Busto di Saffo, Musei Capitolini

Il primo volume di versi, Long Ago (1889), basato su frammenti di Saffo e sui celebrati legami tra età classica e modernità, conteneva 68 poemi, ognuno dei quali introdotto da versi della poetessa greca in lingua originale, tradotti in inglese, commentati e rielaborati dalle autrici, in una complessa voce lirica che univa una voce femminile (Saffo) e maschile (Michael Field), singola e doppia, omosessuale ed eterosessuale.
Utilizzando l'edizione molto influente di Henry Wharton, rafforzata dalla loro cultura classica, riuscirono a recuperare l'immagine di Saffo, a lungo omessa, di donna amante delle donne e poetessa che aveva osato esprimersi su questo amore: la loro traduzione comprendeva per la prima volta l'Inno ad Afrodite, in cui veniva fatto esplicito riferimento ad una donna come amante, un riferimento del tutto nuovo nella poesia inglese femminile di quel tempo.
L'opera venne acclamata dai critici come una delle raccolte liriche più importanti della fin de siècle, apprezzata da Robert Browning, George Meredith, Oscar Wilde. Agnes Mary Frances Robinson, Arthur Symons, Lionel Johnson, Dante Gabriel Rossetti, Herbert Spencer e altre figure influenti dell'epoca.
Quando nel 1889, dopo la pubblicazione di Long Ago, venne svelata l'identità di Michael Field, il giudizio della critica cambiò bruscamente. Non solo si seppe che dietro lo pseudonimo si nascondevano due autori, ma anche che si trattava di due donne: se "la paternità congiunta nel dramma non era troppo insolita, la paternità femminile lirica congiunta era preoccupante", considerato che, in parte come conseguenza del Romanticismo, questo genere veniva generalmente associato alla coscienza e all'espressività interiore di un maschio solitario.

### 1890-1906
Dopo la pubblicazione del dramma poetico The Tragic Mary (1890), una rivisitazione, in chiave femminista, della vita di Maria, regina di Scozia, nel giugno 1890 Bradley e Cooper intrapresero un viaggio in Europa, visitarono numerosi musei d'arte, come parte della loro ricerca per un volume di poesie su soggetti tratti da immagini.
Le accompagnò in questo viaggio Bernard Berenson, un critico d'arte statunitense, esperto di Rinascimento italiano, con il quale Cooper intrecciò una relazione sentimentale tempestosa, costantemente seguita da Bradley attraverso il diario condiviso. Un'altra amicizia nata in questo periodo fu quella con John Miller Gray, critico d'arte e primo curatore della Scottish National Portrait Gallery, sostenitore delle loro opere e loro consigliere in campo artistico.

#### Sight and Sons (1892)
Due anni dopo il tour in Europa uscì la seconda raccolta di poesie di Michael Field, Sight and Song (1892), frutto di un percorso di studi dedicato alla storia dell'arte, durante il quale le due scrittrici si erano interrogate sul rapporto tra poesia e arti figurative, giungendo a formulare una propria teoria estetica.

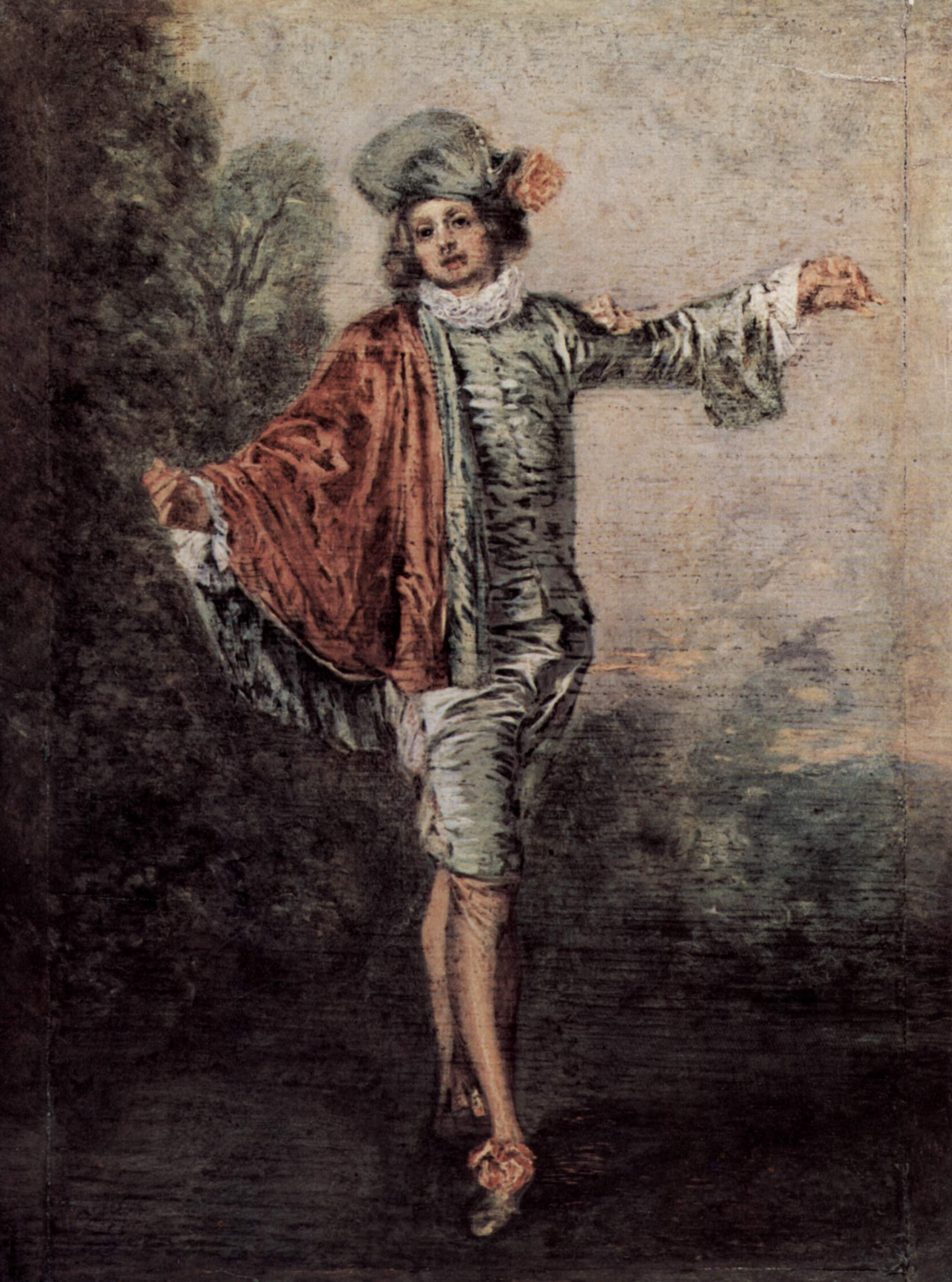
L'indifferente di Jean-Antoine Watteau è il primo dipinto "tradotto" in poesia in Sight and Song

Le 31 poesie che compongono il libro, corrispondenti a 31 dipinti osservati nei musei di Parigi, Dresda, Londra, sono un tributo alle teorie estetiche di Pater, ma nello stesso tempo ne rappresentano un distacco, nella modalità proposta di sperimentazione dell'arte da parte dello spettatore. Se Pater poneva come base per la conoscenza di un oggetto d'arte le impressioni prodotte da questo sullo spettatore, in Sight and Song l'eliminazione della soggettività nella visione artistica è posta come premessa dell'esperienza estetica. L'intento dichiarato del libro è infatti quello di "tradurre in versi ciò che cantano in se stessi le linee e i colori di certe immagini scelte; per esprimere non tanto ciò che queste immagini sono per il poeta, ma piuttosto quale poesia esse incarnano oggettivamente".
Sebbene le due autrici non escludano del tutto l'interferenza soggettiva da parte del poeta/critico, sottolineano l'importanza di avvicinarsi all'opera d'arte con "un'impressione purificata"; ad una prima fase di godimento oggettivo, seguirebbe quella di godimento soggettivo, l'oggetto d'arte e il soggetto che lo guarda restano tuttavia due entità autonome, diversamente dalle teorie estetiche di Pater, definite un "memoriale delle impressioni".
Le teorie esposte in Sight and Sons introducono un forte elemento di novità nella poesia ecfrastica e si pongono in contrasto con l'aspettativa dominante della poesia lirica del XIX secolo post-romantico, affidata all'espressione della soggettività individuale, "il poeta che parla a se stesso di se stesso".
William Butler Yeats, ad esempio, nella sua recensione di Sight and Song pubblicata nel luglio 1892 nella rivista Bookman, così avrebbe commentato: «Le due signore che si nascondono dietro lo pseudonimo di Michael Field si sono messe al lavoro per osservare e interpretare una serie di immagini, invece di cantare a squarciagola e mettere in musica la propria anima. Hanno sentimento poetico e immaginazione in abbondanza, eppure hanno preferito lavorare con il lato studioso e interpretativo della mente e scrivere una guida alle pinacoteche d'Europa, invece di darci un libro pieno di emozioni e fantasie che deve affollarsi perennemente nelle loro menti».

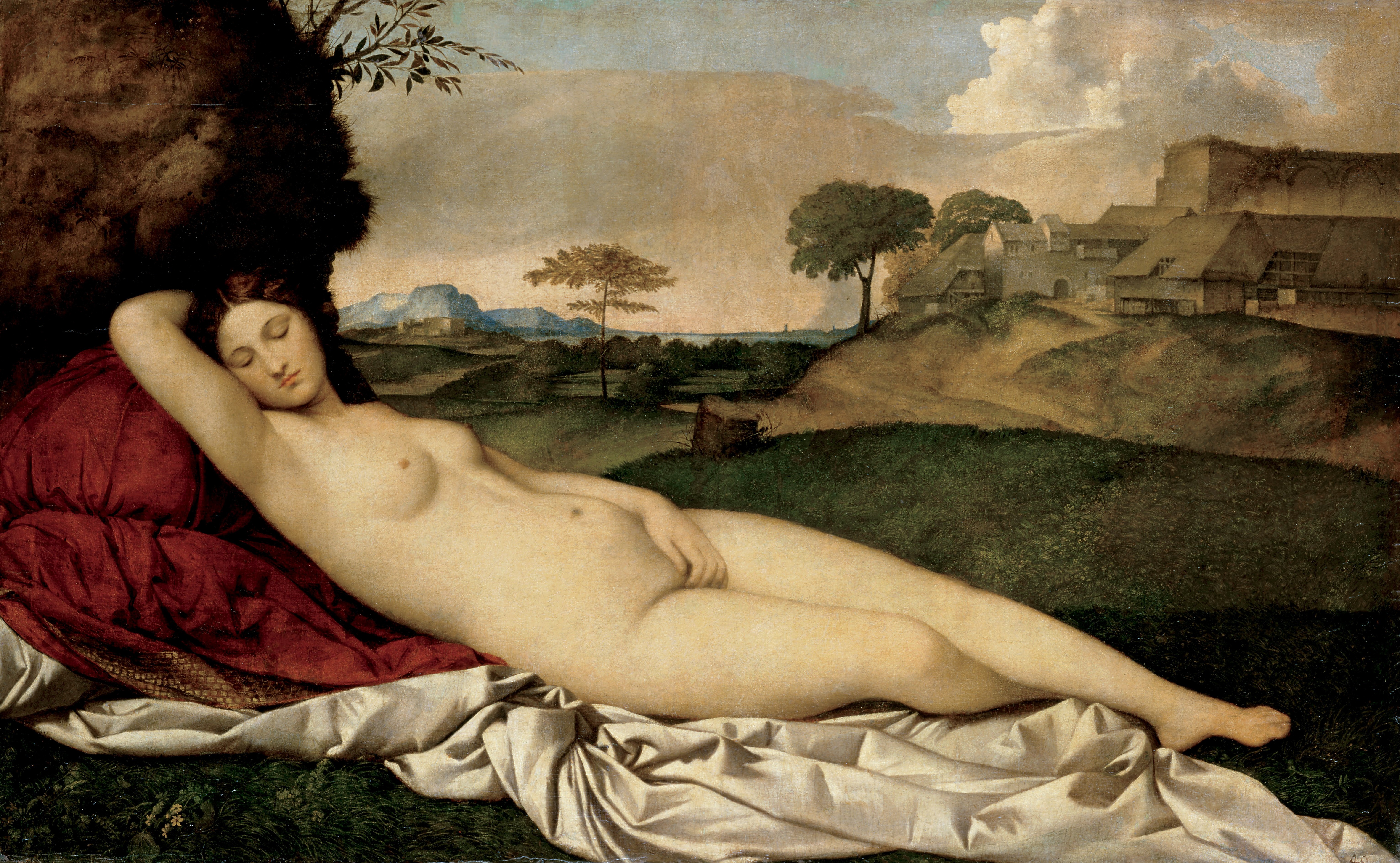
Giorgione, Venere dormiente

Un altro elemento di novità rilevato dagli studi queer consisterebbe nella critica alle rappresentazioni maschili di donne angelicate, passive o pudiche contenuta in alcune poesie di Michael Field che "traducono" famosi dipinti, come la Venere dormiente di Giorgione, ammirata al museo di Dresda, nelle quali le autrici cantano in versi sensuali il desiderio che accompagna l'atto di autoerotismo della dea, "l’unica testimonianza scritta ottocentesca di un atto di masturbazione femminile". La figura del "giovinetto/adolescente" nelle poesie riferite a quadri come L'indifferente di Jean-Antoine Watteau, descritta con tratti femminili/bisessuali, è stata interpretata come un'ulteriore critica alle gerarchie di genere imperanti nell'età vittoriana, e un esempio della fluidità di genere assunta nella vita e nell'arte da Michael Field.

#### L'amicizia con Berenson
Nei loro Diari, le due scrittrici annotarono che Sight and Sons era "troppo interamente dovuto alla nostra amicizia con Bernard". Conosciuto nel 1890, il critico d'arte statunitense frequentò assiduamente la coppia per diversi anni, e divenne oggetto della tormentata passione amorosa di Cooper.

Secondo la studiosa Martha Vicinus, autrice di uno studio sull'impatto di questo innamoramento sulla relazione della coppia Cooper-Bradley e sull'identità poetica Michael Field, questa "intromissione" avrebbe modificato sia il rapporto tra le due donne che il significato attribuito al connubio letterario e artistico rappresentato da quello pseudonimo. A suo parere Michael Field non sarebbe rapportabile ad un'unica identità poetica, ma a personalità marcatamente diverse, a due autrici con "obiettivi estetici divergenti e carriere di scrittrici separate"; loro stesse definirono il loro lavoro un' “opera a mosaico – il prodotto misto e vario dei nostri due cervelli”.

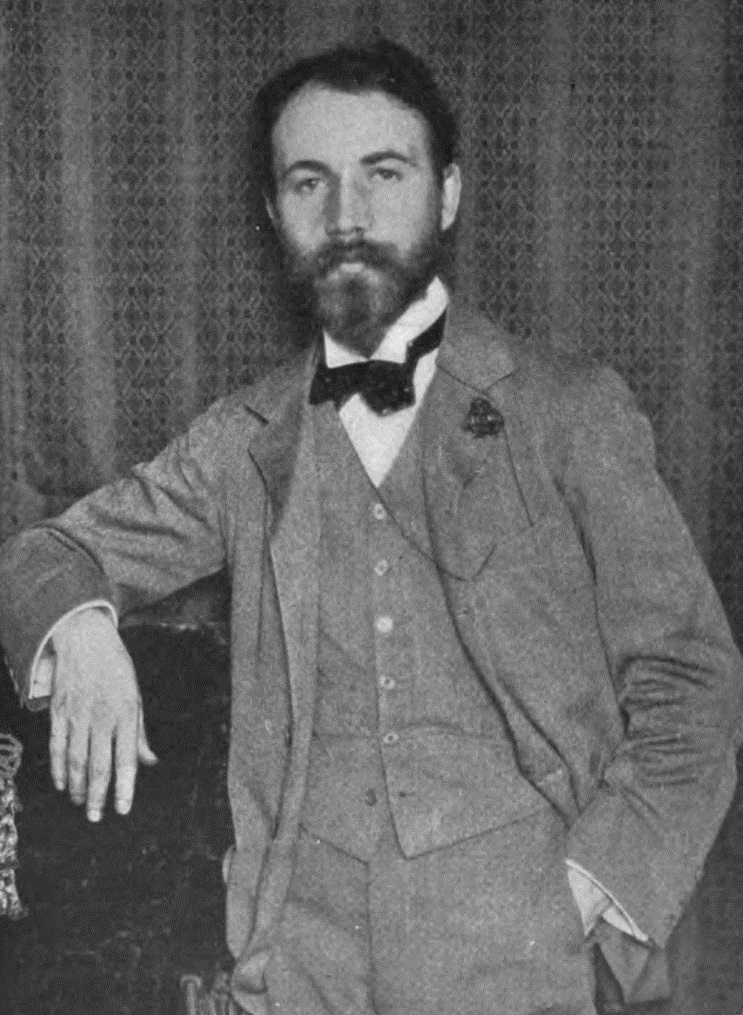
Il critico d'arte statunitense Bernard Berenson

Per entrambe lo stretto legame stabilito con Berenson e la sua compagna e futura moglie Mary Costelloe, critici e storici dell'arte, avrebbe avuto un positivo influsso sulla loro produzione poetica, come è riscontrabile in Sight and Song (1892) e nella successiva raccolta Underneath the Bough (1893). Due anni dopo, il giudizio negativo che la coppia di amici diede alla pièce teatrale Attila, My Attila! (1895), avrebbe causato la rottura di questo rapporto, ripreso cinque anni più tardi.
Nonostante i giudizi poco lusinghieri della critica e le scarse vendite dei loro libri, a cui si aggiunsero le recensioni negative dell'unica opera teatrale messa in scena nel 1893, A Question of Memory, le due scrittrici continuarono a produrre un numero cospicuo di drammi, molti dei quali pubblicati privatamente, lavorando costantemente nel perseguimento della loro arte: dal 1893 fino al loro conversione al cattolicesimo nel 1907, scrissero circa 35 drammi, di cui 23 pubblicati, mentre vi fu un'interruzione, dal 1898 al 1906, per quanto riguarda la pubblicazione di poesie.
Secondo Vicinus, tuttavia, la rottura con Berenson nel 1895 avrebbe avuto un impatto devastante sull'energia lirica di Cooper, che dal 1896 al 1899 scrisse solo sedici poesie, contro le centotrenta di Bradley; Cooper preferì concentrarsi sui temi classici e i drammi, su figure storiche lontane o su divinità, piuttosto che sull'espressione dei propri sentimenti e della propria interiorità.
Nel 1897 il padre di Edith, in vacanza nelle Alpi con la figlia minore Amy, durante una scalata perse la vita e il suo corpo venne recuperato solo dopo diversi mesi. Nello stesso anno Cooper e Bradley si scambiarono voti e anelli nuziali e acquisirono un cane di compagnia, Whym Chow (in onore dell'esploratore Edward Whymper, che aveva guidato la ricerca del padre di Cooper), a cui si affezionarono profondamente e che divenne una figura imprescindibile nella loro vita successiva.
Quando due anni dopo Amy si sposò, Bradley e Cooper decisero di lasciare la casa con cui convivevano con la famiglia e di trasferirsi da Reigate a una piccola casa georgiana a Richmond, uno dei sobborghi più ricchi di Londra, suggellando con questa nuova abitazione, chiamata The Paragon, la loro unione sentimentale e artistica.

### 1907-1914

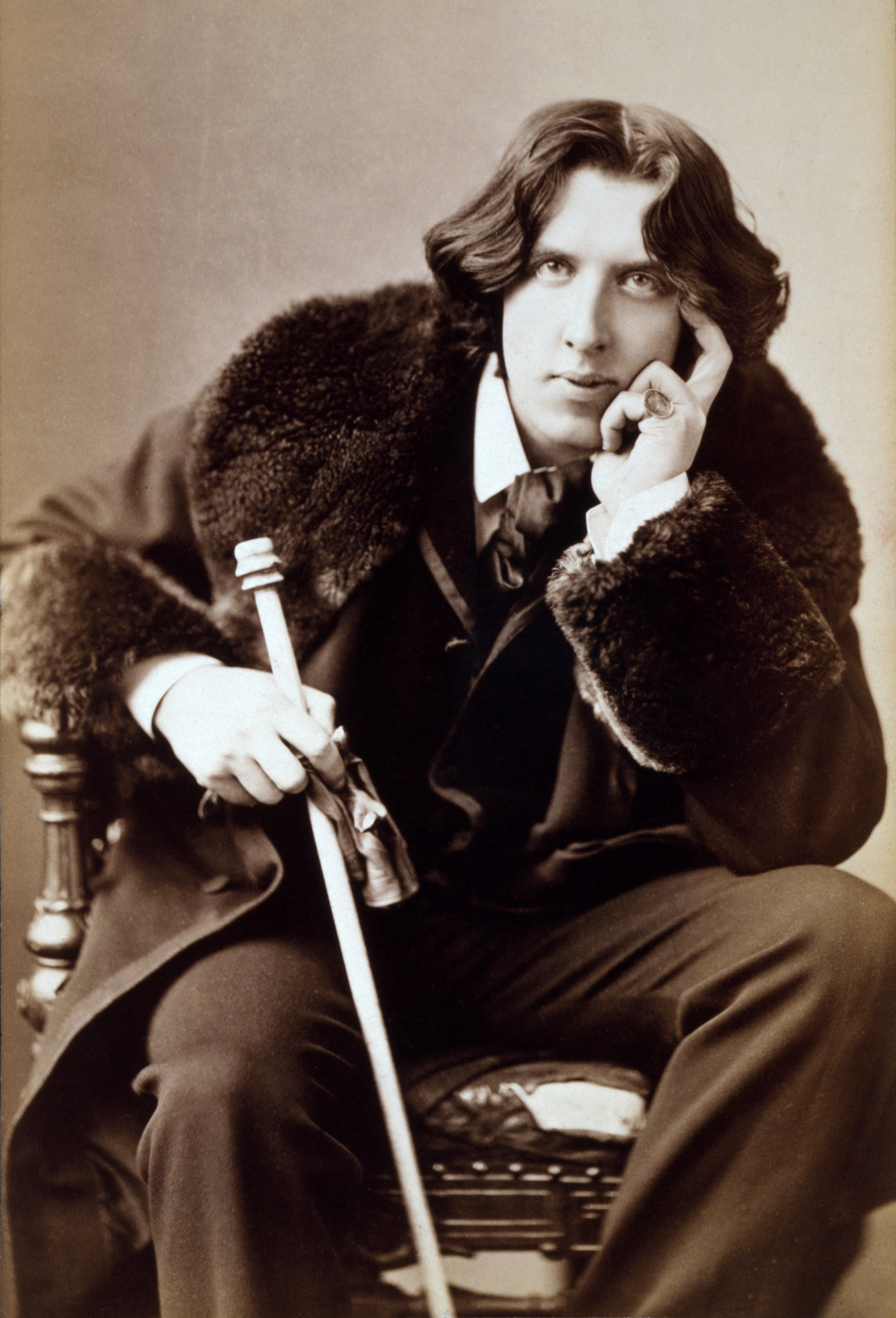
Oscar Wilde, 1882

Nel 1907, mentre la salute di Cooper mostrava segni di peggioramento, le due donne si convertirono al cattolicesimo, una scelta che Cooper mise principalmente in relazione alla morte per meningite del loro amato cane Whym Chow, una perdita giudicata maggiore di quella patita alla morte dei genitori. Testimonianza di questa esperienza vissuta in termini traumatici è il libro di poesie a lui dedicato, Whym Chow: Flame of Love, pubblicato nel 1914 ma composto nel 1906, in cui la sofferenza di Whym Chow, santificata, viene messa in relazione alla passione di Cristo, e il mistero della Trinità a "Michael", "Field" e Chow. La compresenza di temi religiosi e pagani è accompagnata da un tono dissenziente: l'autore non solo si rivolge a Dio "come a un pari", ma stabilisce anche con aria di sfida la propria interpretazione della dottrina cattolica, a dimostrazione di un inalterato scetticismo teologico e della "fiducia pagana nelle consolazioni spirituali del mondo naturale".
La raccolta successiva, Wild Honey (1908), comprende poesie scritte anche negli anni precedenti e di argomento vario: la morte del padre di Cooper e di Whym Chow, il desiderio erotico, la religione. Si avverte la graduale trasformazione apportata dalla conversione al "cattolicesimo modernista", una corrente di pensiero che tentava di adattare il cattolicesimo alle dottrine moderne, e il passaggio dall'ellenico alle osservanze cristiane, con poesie che si situano sulla soglia di questa doppia ispirazione, combinando immagini di Cristo e Dioniso. Marion Thain ha sostenuto che l'immagine dell'ape sulla copertina del libro rinvierebbe all'integrazione allora in corso tra la nuova identità cattolica e le vecchie idealità pagane.
In Poems and adoration (1912), scritto quasi interamente da Cooper, la poesia di Michael Field si fa principalmente spirituale, poesia di preghiera; l'ispirazione "rinascimentale e pagana" della produzione precedente risulta abbandonata. Alcuni studi tendono a distinguere la poesia religiosa di Cooper da quella di Bradley, che avrebbe accettato di seguire l'inclinazione della compagna, ma che già nei versi Fellowship (1914), scritti dopo la sua morte, e nell'ultima raccolta di poesie, Dedicated (1914), avrebbe nuovamente ripreso accenti pagani ed esplicitamente erotici; così avrebbe confermato in una sua lettera: ''Ho scritto un poema o due, pagano. Ritorno al pagano, all'umanità di Virgilio, agli stati d'animo che rendono la vita così umana e dolce".
Gli studi hanno rilevato come nei circoli intellettuali londinesi degli ultimi anni del XIX secolo, dopo i processi subiti da Wilde, il cattolicesimo avesse guadagnato un forte seguito, specie tra gli artisti seguaci dell'estetismo e del decadentismo, o tra gli scrittori omosessuali, come Wilde, Marc-André Raffalovich, Ernest Dowson e John Grey. La produzione devozionale, scritta dopo la conversione di Michael Field, andrebbe quindi contestualizzata con quella di altri poeti cattolici come Francis Thompson, Alice Meynell, o con gli stessi racconti di conversione di John Gray, Oscar Wilde e Walter Pater.
La conversione di Bradley e Cooper, che fu accompagnata dal loro voto di castità, condusse a un cambiamento nella loro cerchia di amicizie - l'allontanamento di alcuni vecchi amici, come Ricketts e Shannon, e l'acquisizione di altri, come il consigliere spirituale John Gray, un poeta decadente diventato prete.

#### Morte

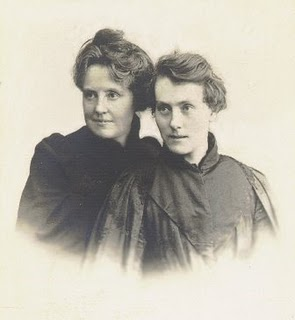
Katherine Bradley ed Edith Emma Cooper

Nel 1911 a Edith, che aveva 49 anni, venne diagnosticato un cancro al seno; nei due anni successivi si rifiutò di prendere l'oppio perché voleva scrivere fino alla fine. Morì il 13 dicembre 1913 nella casa di Richmond. Katherine, che aveva scoperto nel giugno del 1913 di soffrire dello stesso male, scelse di non dirlo alla compagna, e morì nove mesi dopo di lei, il 26 settembre 1914, dopo essersi trasferita in un cottage vicino a Rugeley.
L'ultimo lavoro di Cooper, Poems of Adoration, quasi completamente scritto da Cooper, venne pubblicato nel 1912; le poesie religiose di Bradley, Mystic Trees, l'anno seguente. Queste raccolte, entrambe firmate con lo pseudonimo comune Michael Field, erano state progettate per essere considerate un'unica opera.
Le due donne vennero sepolte insieme nel cimitero della chiesa cattolica di Santa Maria Maddalena a Mortlake. Nel 1926 venne apposta una lapide in pietra nera disegnata da Charles Ricketts, con l'aggiunta dell'epitaffio, scritto da John Gray, "Unite nel sangue, unite in Cristo". La lapide è andata successivamente distrutta e non più sostituita.

### Works and Days
I trenta volumi dei Diari di Michael Field e gli otto volumi rilegati di corrispondenza tra Michael Field e altri sono conservati alla British Library.
Le due donne iniziarono a scriverli congiuntamente nel 1888, quando Edith aveva 26 anni e Katharine 42, e proseguirono fino alla loro morte; le loro autrici fin dall'inizio li concepirono come "documenti semi-pubblici" e più avanti negli anni discussero con il loro esecutore testamentario Thomas Sturge-Moore della possibilità di modificarli dopo la loro morte.
Il primo volume rappresenta un'eccezione perché scritto interamente da Bradley durante il suo soggiorno a Parigi nel 1868-1869, e inizia con il racconto del suo innamoramento per Alfred Gérente, il fratello dell'amica parigina, deceduto pochi mesi dopo il loro primo incontro.
I volumi 2-29, intitolati Works and Days, sono stati scritti dal 1888 al 1914. Il volume successivo raccoglie il materiale sciolto dei volumi 1-29.
I Diari non contengono solo i resoconti della vita e degli eventi cui partecipano le due donne, scritti a mano, ma comprendono anche ritagli di giornale, bozze di poesie, trascrizioni di lettere inviate o ricevute, fiori pressati.
La digitalizzazione dei Diari è stata avviata da un team guidato e finanziato da un consorzio di studiosi e università, tra cui il Dartmouth College e il King's College di Londra.

## Opere

### Drammi in versi
- Callirrhoe & Fair Rosamund (1884)
- The Father's Tragedy (1885)
- William Rufus (1885)
- Loyalty Or Love? (1885)
- Brutus Ultor (1886)
- Canute the Great (1887)
- The Cup of Water (1887)
- The Tragic Mary (1890)
- Stephania, a Trialogue (1892)
- A Question of Memory (1893)
- Attila, My Attila (1896)
- World at Auction (1898)
- Noontide Branches (1899)
- Anna Ruina (1899)
- Race of Leaves (1901)
- Julia Domna (1903)
- Borgia (1905)
- Queen Mariamne (1908)
- Tragedy of Pardon (1911)
- Tristan de Léonois (1911)
- Dian (1911)
- The Accuser (1911)
- A Messiah (1911)

#### Postumi
- Ras Byzance (1918)
- Deirdre (1918)
- In The Name of Time (1919)
- Selection (1923)

### Poesie
La produzione poetica di Michel Field è concentrata in due periodi distinti: 1889-98 e 1906-14. Nel primo, che comprende Long Ago (1889), Sight e Song (1892) e Underneath the Bough (1893 e 1898), ispirati all'estetismo di Pater, prevalgono la mitologia greca, l'amore per le epoche del passato, l'esaltazione della morte e della bellezza, l'apollineo e il dionisiaco, il tema della sensualità, in particolare la connessione con il filellenismo omoerotico pagano di autori come Symonds, Robinson e Levy; il secondo, che comprende Wild Honey (1908), Poems of Adoration (1912), Mystic Trees (1913), Whym Chow: Flame of Love (1914) e Dedicated (1914), è caratterizzato dalla conversione delle due scrittrici al cattolicesimo.
Sarah Leighton, autrice del primo studio sulla poesia di Michael Field pubblicato nel 1992, ha sostenuto che essa si pone al di fuori della tradizione dei versi delle donne vittoriane e delle strutture morali e ideologiche dell'epoca; le loro migliori poesie conterrebbero una sensualità serena e allegra, a suo modo unica per quei tempi.
- Long Ago (1889)[94]
- Sight and Song (1892)[95]
- Underneath the Bough (1893, 1898)[96]
- Whym Chow: Flame of Love (composto nel 1906, pubblicato nel 1914)
- Wild Honey from Various Thyme (1908)
- Poems of Adoration (1912), autrice Edith Cooper
- Mystic Trees (1913) autrice Katharine Bladley
- Dedicated (1914)

#### Postume
- The Wattlefold: Unpublished Poems by Michael Field (pubblicate postume nel 1930)

### Diari
- Works and Days: The Journals of Michael Field, 1888–1914[97]

## Critica
La coppia di scrittrici conosciuta sotto lo pseudonimo di Michael Field e la loro produzione, a partire dagli anni settanta del Novecento sono state oggetto di numerosi studi accademici, inizialmente nel campo degli studi gay e lesbici, volti a indagare le forme storiche in cui le «culture omosessuali» si sono espresse nei diversi contesti sociali; gran parte degli studi si sono inizialmente concentrati sulla sessualità della coppia Michael Field e sulle sue rappresentazioni.
Nel primo di questi studi, Surpassing the Love of Men di Lillian Faderman, una ricostruzione della storia delle relazioni tra donne in Occidente dal Rinascimento in poi, l'autrice ha definito le relazioni amorose tra donne prima degli anni venti del Novecento, compreso quindi il legame dei Michaels, come "amicizie romantiche". Questa posizione, maturata all'interno del femminismo lesbico post-1970, secondo la quale il lesbismo non doveva essere inteso come categoria sessuale, ma come legame e forma di sorellanza, di affinità emotiva e intellettuale, è stata contestata da Christine White, che sulla base di quanto in parte rinvenuto nei diari inediti, Works and Days, ha messo in discussione la natura desessualizzata della relazione dei Michaels descritta da Faderman, aprendo un dibattito sulle differenze teoriche presenti negli studi lesbici.
Molti studi degli anni Novanta, nati sul filone del nuovo interesse per la poesia femminile vittoriana, hanno recuperato la poesia di Michael Field, in particolare le raccolte Long Ago e Underneath the Bough, studiandone le strategie testuali lesbiche, le componenti erotiche, la complessa espressione di identità sessuale e di genere, gli esperimenti innovativi, anche a livello formale, la multivocalità, il legame con tradizioni poetiche precedenti.
Holly Laird (1995), Virginia Blain (1996), Yopie Prins (1999) si sono interrogate sulla questione dell'autorialità e dell'unità e divergenza all'interno della relazione "Michael Field", approfondita in seguito da altri studiosi, come Martha Vinicius (2005), che ha indagato sull'impatto che l'innamoramento di Cooper per Berenson ha avuto sul lavoro e sulla stabilità sentimentale delle due scrittrici rappresentate dal "personaggio" e dal duplice soggetto letterario Michael Field. Negli anni Novanta hanno visto la luce anche due importanti studi bio-bibliografici: quello di Emma Donoghue, We Are Michael Field (1998), la seconda biografia del secolo dedicata alle due autrici, dopo quella del 1921 di Mary Sturgeon, e il lavoro curato da Ivor C. Treby, Field Catalogue: A Book of Lists, la più estesa bibliografia delle opere di Michael Field.
Nei primi decenni del XXI secolo altri saggi critici sulla poesia femminile, la scoperta di scritti inediti e il crescente interesse per la produzione fin-de-siècle hanno fatto emergere Michael Field come uno dei poeti più affascinanti dell'era vittoriana. La ricerca, sorta inizialmente per interrogare il posto occupato dalle donne nella poesia dell'Ottocento e le questioni di genere, si è progressivamente estesa ad altri temi, posta in relazione all'estetismo e alla genealogia del testo: le opere di Michael Field sono state utilizzate "per riscrivere le narrazioni di molti diversi temi all'interno della cultura fin-de-siècle: sia in relazione all'ekphrasis, al revival di Saffo e alla letteratura classica, che all'estetismo, alla conversione cattolica, o alla doppia autorialità".
La seconda raccolta di poesie, Sight and Song (1892), nella quale le autrici si sono impegnate a tradurre in poesie i dipinti visti durante il loro tour in Europa, è diventata uno degli oggetti d'indagine sull'ekphrasis, sulle teorie estetiche di Michael Field in relazione a quelle di Arnold e Pater, sulle dinamiche di genere dello sguardo, così come sono diventate oggetto di nuova considerazione e valutazione le poesie devozionali scritte dopo la conversione del 1907.
Un campo di studi molteplice e diversificato, sia nei temi che nelle sue estensioni cronologiche, disciplinari, geografiche, di cui hanno dato conto gli atti della conferenza Michael Field and their world, pubblicati nel 2007 e la raccolta di saggi Michael Field: Decadent Moderns uscita nel 2019. Quest'ultimo volume valorizza la natura accademica del lavoro di Michael Field, "un poeta complesso i cui scritti erano profondamente radicati in numerose discipline", collocandolo anche in relazione ad altre tradizioni letterarie europee, nel contesto della "modernità decadente" che dal XIX secolo, dall'estetismo e dalla decadenza fin-de-siècle, abbraccia il modernismo letterario del XX secolo, ricontestualizzando e riconfigurando Michael Field come uno scrittore sperimentale.